# Лазы (станция)
Лазы  (пол. Łazy) — пассажирская и грузовая железнодорожная станция в городе Лазы, в Силезском воеводстве Польши. Имеет 2 платформы и 4 пути.
Станция 3 класса построена на линии Варшаво-Венской железной дороги в 1847 году, когда эта территория была в составе Царства Польского..В 1868 году станции присвоен 2 класс..В 1889 году перестроено и расширено пассажирское здание, у станции 4 класс.. 
В 1886 году от станции был проложен подъездной путь к цементному заводу "Высока" Эйгера и Ляндау, длиной 1,931 версты.Данный пп окончен и открыт для движения в 1887 году.
В 1898 году устроен пп к цементному заводу "Лазы", длиной 1,093 версты.
Кроме того, с 1976 года здесь начинается грузовая линия Лазы — Домброва-Гурнича-Товарная.